# József Dénes
József Dénes (4 maggio 1905 – 27 ottobre 1936) è stato un calciatore ungherese, di ruolo portiere.

## Carriera

### Nazionale
Ha collezionato 2 presenze con la maglia della Nazionale.